# Curt Siewert
Curt Siewert (* 5. April 1899 in der Oberförsterei Ratzeburg, Kreis Ortelsburg (Ostpreußen); † 13. Juni 1983 in Hannover) war ein deutscher Offizier, Generalleutnant im Zweiten Weltkrieg und zuletzt Generalmajor der Bundeswehr.

## Leben
Siewert trat 1916 in das Grenadier-Regiment 5 ein und wurde 1918 zum Leutnant befördert. Er diente als Offizier im Ersten Weltkrieg und wurde 1919 in die Reichswehr übernommen.
In den 1920er Jahren wurde Siewert als Zugführer, Nachrichtenoffizier und Bataillonsadjutant verwendet, 1930–1932 Wehrkreisausbildung und 1932/33 Generalstabsausbildung. Im Anschluss war er bis September 1935 Erster Generalstabsoffizier (Ia op) des Wehrkreiskommandos III. Es folgte 1935/36 der Einsatz als Kompaniechef im Infanterie-Regiment 50 und ab 1936 als Ia im Stab des Oberbefehlshabers des Heeres (ObdH), wo er den Beginn des Zweiten Weltkriegs erlebte. Anfang 1941 wurde er als Oberst Chef des Generalstabs des XXXVIII. Armeekorps und war von 1943 bis 1945 Kommandeur der 58. Infanterie-Division. 1944 wurde er zum Generalleutnant befördert.
Bis 1948 in britischer Kriegsgefangenschaft, wurde Siewert 1956 als Generalmajor in die Bundeswehr übernommen. Zunächst bis April 1957 kommissarischer Kommandierender General des I. Korps in Münster, war er bis Ende 1957 stellvertretender Kommandierender General des III. Korps. Seine letzte Verwendung hatte Siewert als Befehlshaber des Wehrbereichskommandos II.

## Auszeichnungen
- Eisernes Kreuz (1914) II. und I. Klasse
- Spange zum Eisernen Kreuz II. und I. Klasse
- Deutsches Kreuz in Gold am 17. Februar 1943
- Ritterkreuz des Eisernen Kreuzes am 29. Februar 1944[3]

## Werke
- Schuldig? Die Generale unter Hitler, Podzun-Verlag, Bad Nauheim 1968.[4]